# Couptrain
 Couptrain  es una población y comuna francesa, en la región de Países del Loira, departamento de Mayenne, en el distrito de Mayenne y cantón de Couptrain.

## Demografía
| 259 | 225 | 219 | 186 | 149 | 160 |
| Para los censos de 1962 a 1999 la población legal corresponde a la población sin duplicidades (Fuente: INSEE [Consultar]) |     |     |     |     |     |